# Neurergus kaiseri
Neurergus kaiseri är en groddjursart som beskrevs av den amerikanske herpetologen Karl Patterson Schmidt 1952. Neurergus kaiseri ingår i släktet Neurergus och familjen salamandrar. IUCN kategoriserar arten globalt som akut hotad. Inga underarter finns listade i Catalogue of Life.

## Utbredning och habitat
N. kaiseri är endemisk i södra Zagros-bergen i Iran. Den finns framför allt i höglänta trakter med vattendrag som omges av torra busklandskap, men den kan också hittas i dammar och andra mindre vattensamlingar. Den är känd från endast ett område med en utsträckning av knappt 10 kvadratkilometer.  Under en stor del av året lever den i torra marker. Den lever då i skydd av skog, som i det här området domineras av ekar och pistageträd. Under torrperioden estiverar individerna.

## Hot
Arten ses som akut hotad (CR – critically endangered) på grund av att den har en så liten utbredning och på grund av att den fångas för att säljas som husdjur. Dessutom är dess habitat hotat. 2008 uppskattades populationen till endast 1 000 individer.
Vid en ny inventering 2014 uppskattades emellertid populationen i ett område till mer än 9 000 adulta salamandrar, vilket för hela habitatet skulle kunna innebära mer än 40 000 individer av N. kaiseri.
Iran planerar att stödja arten med uppfödning.

## Bildgalleri

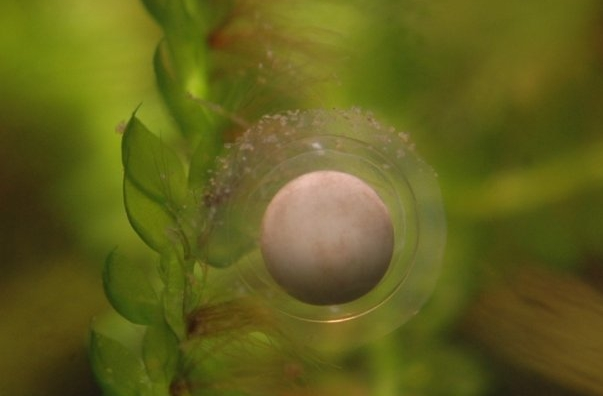
Ett dygn gammalt ägg.
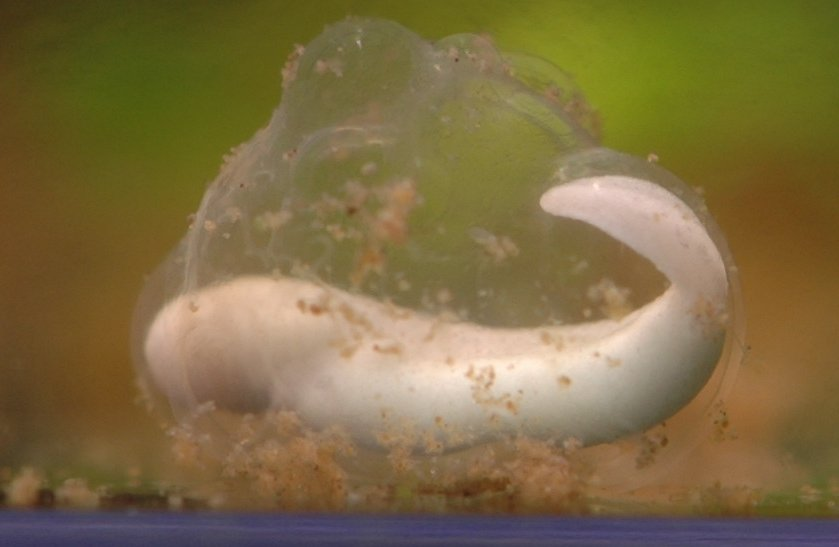
Tio dygn gammalt ägg.
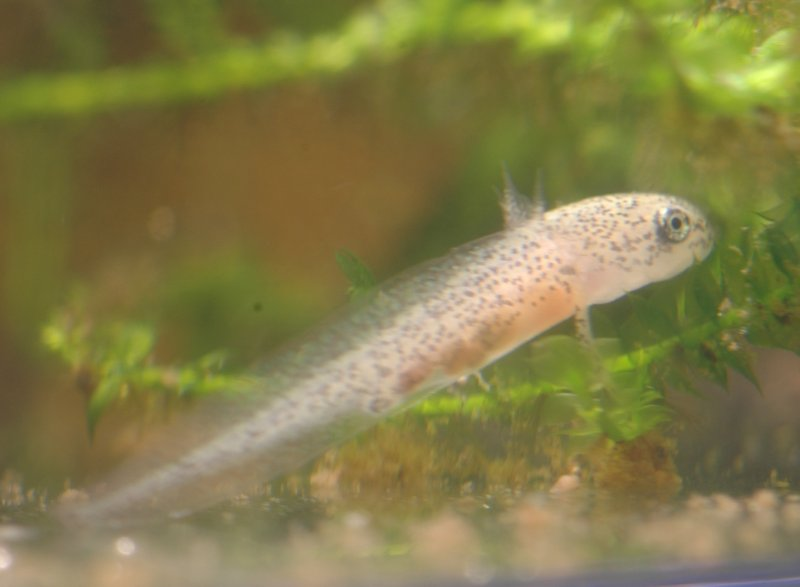
Tjugo dygn gammalt yngel.
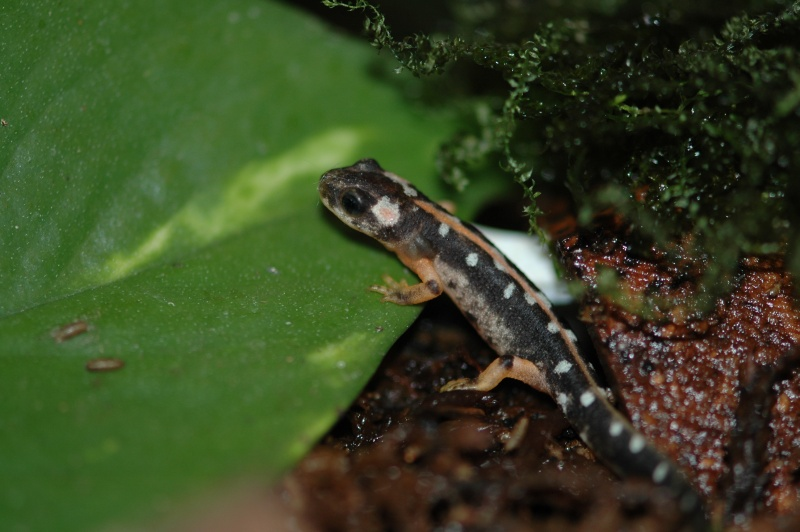
Ett exemplar som fortfarande är juvenilt.